# Коц, Юрий Исаакович
Юрий Исаакович Коц (9 декабря 1933, Сталино — 6 мая 2001, Донецк) — советский и украинский шахматист и тренер. Мастер спорта СССР (1955). По профессии геолог.

## Биография
Представлял общество «Буревестник» (Сталино).
Успешно выступал в первенствах УССР (1951 — 2-4-е; 1952 — 4-е; 1955 — 2-е; 1957 — 4-7-е; 1958 — 5-7-е; 1961 — 1-2-е (выиграл дополнительный матч у В. Шияновского и стал чемпионом); 1962 — 4-е места; 1971 — 1-е место).
Участник полуфиналов 20-го — 5-7-е; 22-го — 6-7-е; 25-го, 26-го — 5-9-е; 30-го первенства СССР, финалов 29-го — 14-16-е; 30-го — 9-е; 35-го — 89-101-е места (Данные даны на 1963 год).
Многократный участник командных кубков СССР по шахматам в составе клубов «Наука» (1952) и «Авангард» (1961—1966, 1971). Выиграл 3 медали в команде (2 серебряные и 1 бронзовую), а также 4 медали в индивидуальном зачёте (1 золотую и 3 бронзовые).
В составе сборной УССР бронзовый призёр 4-го первенства СССР между командами союзных республик по шахматам (1955) в г. Ворошиловграде.
В зрелые годы занимался тренерской работой. Самым известным воспитанником является Евгений Мирошниченко, завоевавший после смерти Ю. И. Коца звание гроссмейстера (2002) и дважды побеждавший в чемпионатах Украины (2003 и 2008).

## Спортивные достижения
| Год  | Город           | Турнир                                                | +  | − | =  | Результат | Место |
| ---- | --------------- | ----------------------------------------------------- | -- | - | -- | --------- | ----- |
| 1951 | Киев            | 20-й чемпионат Украинской ССР                         | 10 | 4 | 3  | 11½ из 17 | 2—4   |
| 1952 | Киев            | 21-й чемпионат Украинской ССР                         | 7  | 4 | 4  | 9 из 15   | 4     |
| 1953 | Ленинград       | 3-е первенство СССР между командами союзных республик |    |   |    | из        |       |
| 1955 | Киев            | 24-й чемпионат Украинской ССР                         | 7  | 2 | 8  | 11 из 17  | 2     |
|      | Ворошиловград   | 4-е первенство СССР между командами союзных республик |    |   |    | из        |       |
| 1957 | Киев            | 26-й чемпионат Украинской ССР                         | 6  | 3 | 8  | 10 из 17  | 4—7   |
| 1958 | Киев            | 27-й чемпионат Украинской ССР                         | 5  | 1 | 10 | 10 из 16  | 5—7   |
| 1961 | Киев            | 29-й чемпионат Украинской ССР                         | 10 | 3 | 2  | 11 из 15  | 1—2   |
|      | Киев            | Матч за 1-е место против Владислава Шияновского       | 3  | 2 | 2  | 4 из 7    | 1     |
|      | Баку            | 29-й чемпионат СССР                                   | 5  | 9 | 6  | 8 из 20   | 14—16 |
| 1962 | Киев            | 31-й чемпионат Украинской ССР                         | 7  | 2 | 8  | 11 из 17  | 4     |
|      | Ленинград       | 8-е первенство СССР между командами союзных республик |    |   |    | из        |       |
|      | Ереван          | 30-й чемпионат СССР                                   | 5  | 4 | 10 | 10 из 19  | 9     |
| 1963 | Киев            | 32-й чемпионат Украинской ССР                         | 7  | 5 | 5  | 9½ из 17  | 6—8   |
|      | Москва          | 9-е первенство СССР между командами союзных республик |    |   |    | из        |       |
| 1966 | Киев            | 35-й чемпионат Украинской ССР                         | 8  | 4 | 5  | 10½ из 17 | 5—6   |
| 1967 | Харьков         | 35-й чемпионат СССР                                   |    |   |    | 5½ из 13  | 91—98 |
| 1969 | Ивано-Франковск | 38-й чемпионат Украинской ССР                         | 5  | 4 | 6  | 8 из 15   | 7—10  |
| 1970 | Киев            | 39-й чемпионат Украинской ССР                         | 7  | 4 | 6  | 10 из 17  | 5     |
| 1971 | Донецк          | 40-й чемпионат Украинской ССР                         | 7  | 1 | 5  | 9½ из 13  | 1     |
| 1972 | Одесса          | 41-й чемпионат Украинской ССР                         | 2  | 7 | 8  | 6 из 17   | 16    |
| 1983 | Мелитополь      | 52-й чемпионат Украинской ССР                         | 5  | 2 | 2  | 6 из 9    | 4—6   |